# 聖約翰斯 (佛羅里達州)
聖約翰斯（英語：St. Johns）是位於美國佛羅里達州聖約翰斯縣的一個非建制地區。該地的面積和人口皆未知。

## 地理
聖約翰斯的座標為30°05′00″N 81°35′00″W / 30.08333°N 81.58333°W，而該地的平均海拔高度為3米（即10英尺）。